# Stenomylus
A Stenomylus a tevefélék egy kis termetű, fosszilis neme, amely Észak-Amerika nyugati felén élt 30-20 millió évvel ezelőtt az oligocén és kora miocén korban.  A neve "keskeny zápfogút" jelent görögül.

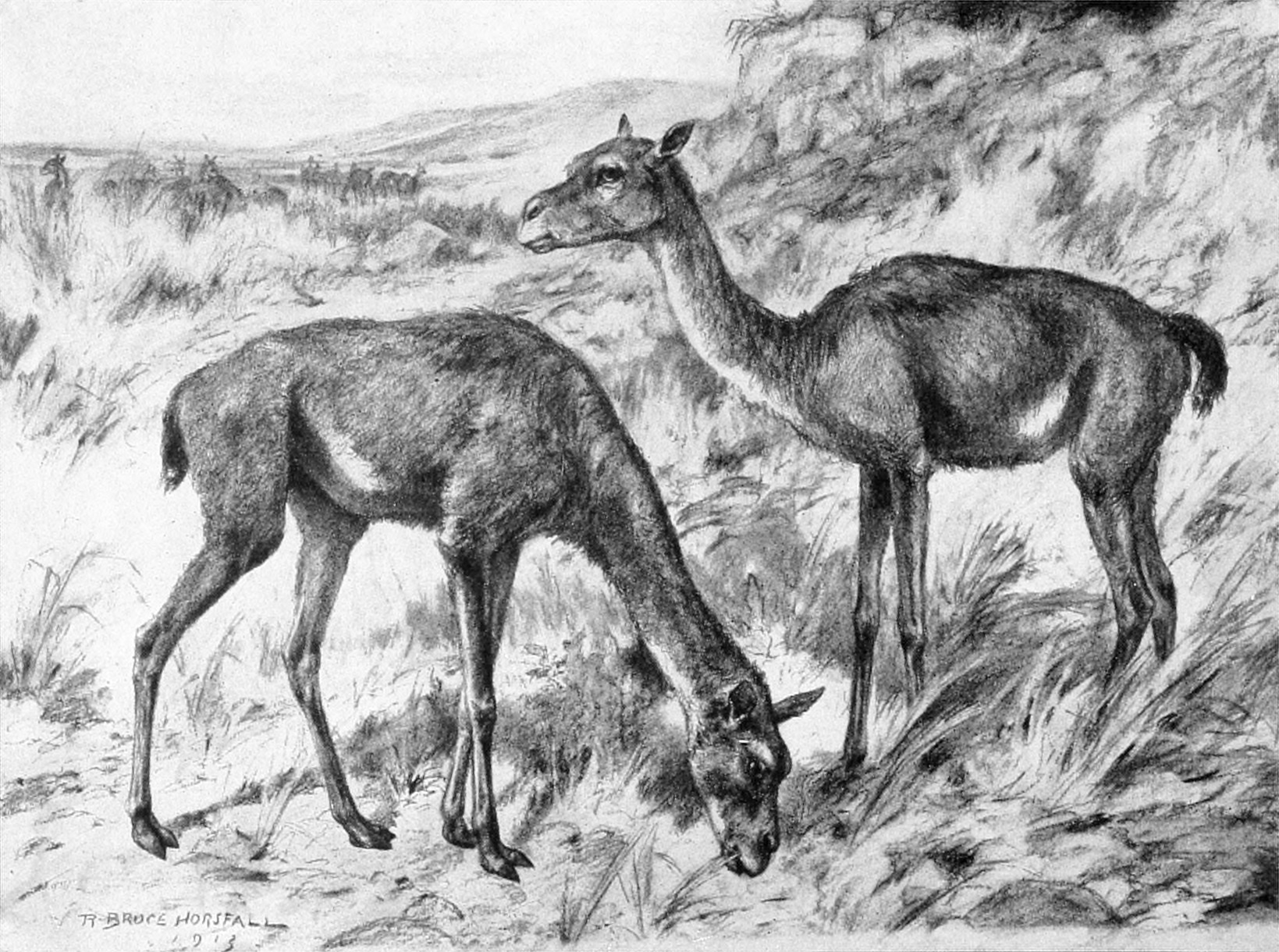

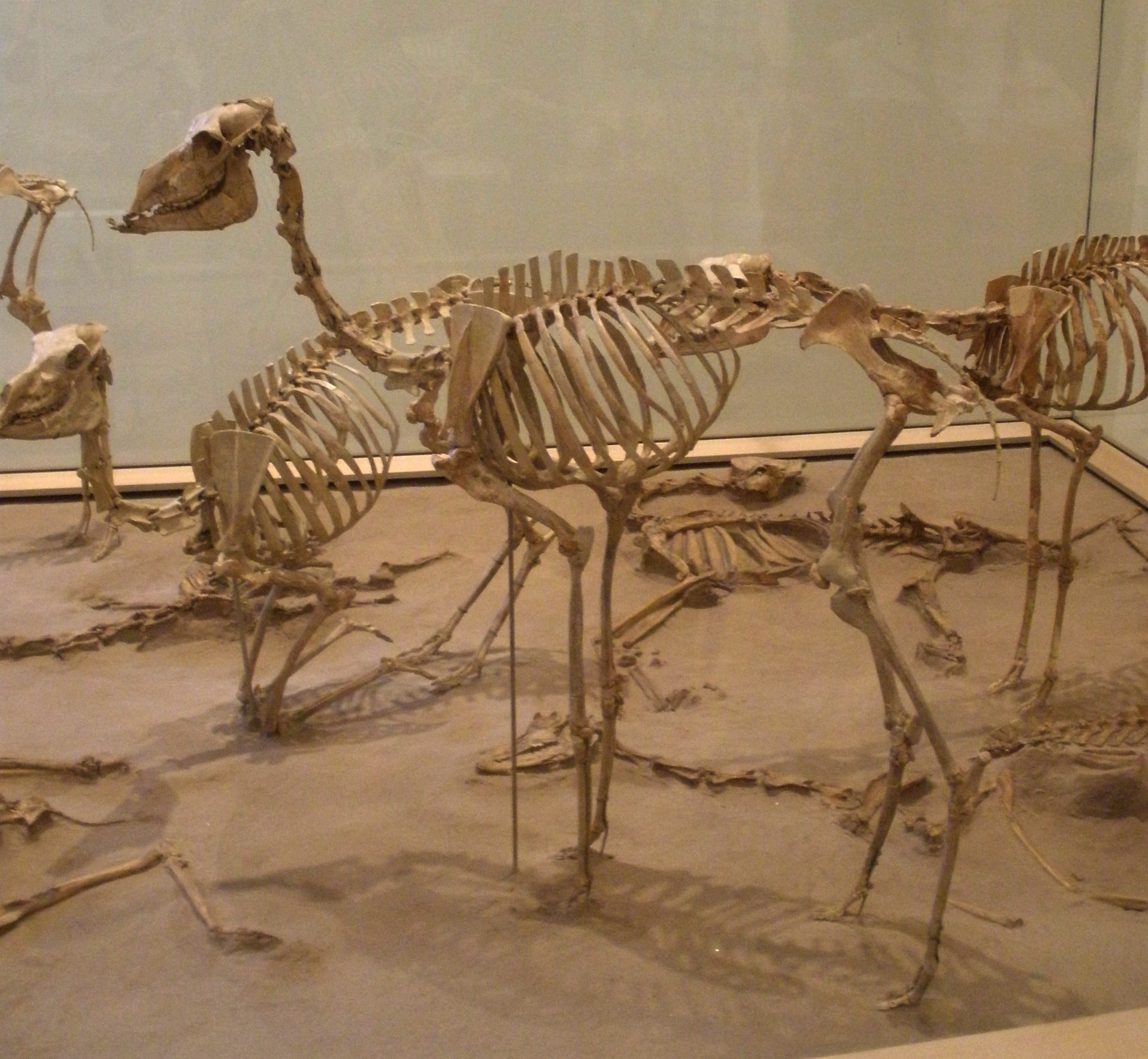
Stenomylus hitchcocki

A Stenomylus a mai és kihalt tevefélékkel összehasonlítva igen kis termetű volt, marmagassága nem haladta meg a 60 cm-t. Karcsú, hosszú nyakú, gazellaszerű állatok voltak. A Stenomylusnak még hagyományos patái voltak a lábán, nem párnázott talpa, mint a későbbi tevéknek. Termete és feltételezett életmódja alapján a villásszarvú antilophoz vagy az afrikai zsiráfnyakú gazellához hasonlítható. Mivel maradványai együtt fordulnak elő, feltételezik, hogy csapatokban élt.

## Fordítás
- Ez a szócikk részben vagy egészben  a   Stenomylus című angol Wikipédia-szócikk ezen változatának fordításán alapul.  Az eredeti cikk szerkesztőit annak laptörténete sorolja fel. Ez a jelzés csupán a megfogalmazás eredetét és a szerzői jogokat jelzi, nem szolgál a cikkben szereplő információk forrásmegjelöléseként.